# Дакота-Сити (Айова)
Дакота-Сити (англ. Dakota City) — город в США, административный центр округа Гумбольдт штата Айова. Население — 759 человек (2020).

## География
Дакота-Сити расположена по координатам 42°43′26″ с. ш. 94°11′50″ з. д. (42.723830, -94.197120). По данным Бюро переписи населения США в 2010 году город имел площадь 2,01 км², из которых 1,91 км² — суша и 0,10 км² — водоёмы.

## Демография
| Год переписи | Нас. |  | %±    |
| ------------ | ---- |  | ----- |
| 1870         | 162  |  | —     |
| 1880         | 248  |  | 53,1% |
| 1890         | 353  |  | 42,3% |
| 1900         | 362  |  | 2,5%  |
| 1910         | 391  |  | 8%    |
| 1920         | 439  |  | 12,3% |
| 1930         | 448  |  | 2,1%  |
| 1940         | 537  |  | 19,9% |
| 1950         | 637  |  | 18,6% |
| 1960         | 706  |  | 10,8% |
| 1970         | 746  |  | 5,7%  |
| 1980         | 1072 |  | 43,7% |
| 1990         | 1024 |  | −4,5% |
| 2000         | 911  |  | −11%  |
| 2010         | 843  |  | −7,5% |
| 2020         | 759  |  | −10%  |

Согласно переписи 2010 года, в городе проживали 843 человека в 351 домохозяйстве в составе 238 семей. Плотность населения составила 420 человек/км². Было 382 квартиры (190/км²).
Расовый состав населения:
| - 96,0% — белых - 0,5% — коренных американцев - 0,4% — азиатов - 0,1% — чёрных или афроамериканцев - 1,4% — лиц других рас |

К двум или более расам принадлежало 1,7%. Доля испаноязычных составила 4,2% всего населения.
По возрастному диапазону население распределялось следующим образом: 23,7% — лица младше 18 лет, 61,9% — лица в возрасте 18-64 лет, 14,4% — лица в возрасте 65 лет и старше. Медиана возраста жителя составила 39,3 года. На 100 человек женского пола в городе приходилось 104,1 мужчин; на 100 женщин в возрасте от 18 лет и старше — 102,2 мужчин также старше 18 лет.
Средний доход на одно домашнее хозяйство составил 53 793 доллара США (медиана — 42 708), а средний доход на одну семью — 62 995 долларов (медиана — 58 603). За чертой бедности находилось 6,9% человек, в том числе 9,0% детей в возрасте до 18 лет и 14,0% лиц в возрасте 65 лет и старше.
Гражданское трудоустроенное население составляло 435 человек. Основные отрасли занятости: производство — 26,7%, образование, здравоохранение и социальная помощь — 24,8%, розничная торговля — 10,3%, транспорт — 8,3%.